# Béhoust
Béhoust és un municipi francès, situat al departament d'Yvelines i a la regió de Illa de França. L'any 2007 tenia 449 habitants.
Forma part del cantó d'Aubergenville, del districte de Rambouillet i de la Comunitat de comunes Cœur d'Yvelines.

## Demografia

### Població
El 2007 la població de fet de Béhoust era de 449 persones. Hi havia 166 famílies, de les quals 37 eren unipersonals (8 homes vivint sols i 29 dones vivint soles), 54 parelles sense fills, 71 parelles amb fills i 4 famílies monoparentals amb fills.
La població ha evolucionat segons el següent gràfic:
Habitants censats

### Habitatges
El 2007 hi havia 204 habitatges, 173 eren l'habitatge principal de la família, 21 eren segones residències i 11 estaven desocupats. Tots els 204 habitatges eren cases. Dels 173 habitatges principals, 152 estaven ocupats pels seus propietaris, 15 estaven llogats i ocupats pels llogaters i 6 estaven cedits a títol gratuït; 10 tenien dues cambres, 18 en tenien tres, 28 en tenien quatre i 116 en tenien cinc o més. 143 habitatges disposaven pel capbaix d'una plaça de pàrquing. A 60 habitatges hi havia un automòbil i a 100 n'hi havia dos o més.

### Piràmide de població
La piràmide de població per edats i sexe el 2009 era:
| Homes | Edats   | Dones |
| ----- | ------- | ----- |
| 0     | 95 o +  | 0     |
| 4     | 90 a 94 | 0     |
| 4     | 85 a 89 | 4     |
| 0     | 80 a 84 | 0     |
| 12    | 75 a 79 | 0     |
| 4     | 70 a 74 | 4     |
| 4     | 65 a 69 | 8     |
| 12    | 60 a 64 | 0     |
| 8     | 55 a 59 | 24    |
| 44    | 50 a 54 | 32    |
| 12    | 45 a 49 | 12    |
| 12    | 40 a 44 | 8     |
| 8     | 35 a 39 | 16    |
| 4     | 30 a 34 | 4     |
| 12    | 25 a 29 | 8     |
| 21    | 20 a 24 | 12    |
| 16    | 15 a 19 | 4     |
| 12    | 10 a 14 | 16    |
| 4     | 5 a 9   | 8     |
| 8     | 0 a 4   | 0     |

## Economia
El 2007 la població en edat de treballar era de 298 persones, 208 eren actives i 90 eren inactives. De les 208 persones actives 190 estaven ocupades (104 homes i 86 dones) i 18 estaven aturades (9 homes i 9 dones). De les 90 persones inactives 28 estaven jubilades, 31 estaven estudiant i 31 estaven classificades com a «altres inactius».

### Ingressos
El 2009 a Béhoust hi havia 173 unitats fiscals que integraven 475,5 persones, la mediana anual d'ingressos fiscals per persona era de 27.565 €.

### Activitats econòmiques
Dels 34 establiments que hi havia el 2007, 1 era d'una empresa extractiva, 1 d'una empresa de fabricació d'elements pel transport, 4 d'empreses de construcció, 6 d'empreses de comerç i reparació d'automòbils, 3 d'empreses d'hostatgeria i restauració, 3 d'empreses d'informació i comunicació, 1 d'una empresa financera, 5 d'empreses immobiliàries, 8 d'empreses de serveis i 2 d'entitats de l'administració pública.
Dels 7 establiments de servei als particulars que hi havia el 2009, 1 era un paleta, 1 guixaire pintor, 2 lampisteries, 1 electricista i 2 agències immobiliàries.
L'any 2000 a Béhoust hi havia 3 explotacions agrícoles.

## Equipaments sanitaris i escolars
El 2009 hi havia una escola elemental.

## Poblacions més properes
El següent diagrama mostra les poblacions més properes.